# Peuralamminneva
Peuralamminneva este o arie protejată (arie specială de conservare — SAC, sit de importanță comunitară — SCI, arie de protecție specială avifaunistică — SPA) din Finlanda întinsă pe o suprafață de 487 ha, integral pe uscat.

## Localizare
Centrul sitului Peuralamminneva este situat la coordonatele 63°05′28″N 24°28′15″E / 63.0911°N 24.4708°E.

## Înființare
Situl Peuralamminneva a fost declarat sit de importanță comunitară în ianuarie 2004 pentru a proteja 26 de specii de animale. Alte tipuri de protecție:
- arie de protecție specială avifaunistică (în ianuarie 2004)[2]
- arie specială de conservare (în aprilie 2015)[1][3][4]

## Biodiversitate
Situată în ecoregiunea boreală, aria protejată conține 7 habitate naturale: Lacuri și iazuri distrofice naturale, Cursuri de apă de la nivel de câmpie la nivel montan, cu vegetație Ranunculion fluitantis și Callitricho-Batrachion, Turbării active, Mlaștini turboase de tranziție și turbării mișcătoare, Turbării Aapa, Taiga vestică, Mlaștini împădurite.
La baza desemnării sitului se află mai multe specii protejate de  păsări (26): minunița (Aegolius funereus), rață sulițar (Anas acuta), gâscă de semănătură (Anser fabalis), ciuf de câmp (Asio flammeus), rața moțată (Aythya fuligula), Aythya marila, cocoșul de mesteacăn (Bonasa bonasia), bătăuș (Calidris pugnax), erete vânăt (Circus cyaneus), lebădă de iarnă (Cygnus cygnus), ciocănitoare neagră (Dryocopus martius), Emberiza rustica, șoim de iarnă (Falco columbarius), vânturel roșu (Falco tinnunculus), cocor (Grus grus), pescăruș râzător (Larus ridibundus), becațină mică (Lymnocryptes minimus), Lyrurus tetrix tetrix, rață catifelată (Melanitta fusca), rață neagră (Melanitta nigra), Mergellus albellus, codobatura galbenă (Motacilla flava), ploier auriu (Pluvialis apricaria), chiră de baltă (Sterna hirundo),  cocoș de munte (Tetrao urogallus), fluierar de mlaștină (Tringa glareola).
Pe lângă speciile protejate, pe teritoriul sitului au mai fost identificate 7 specii de plante, 6 specii de nevertebrate.